# Tierärztliche Vereinigung für Tierschutz
Die Tierärztliche Vereinigung für Tierschutz (TVT) ist ein 1985 gegründeter gemeinnütziger Verein mit Sitz in Frankfurt am Main, der sich für die konsequente und fachgerechte Umsetzung des Tierschutzes einsetzt.

## Geschichte
Am 30. November 1985 gründeten etwa 150 interessierte Tierärzte in Wiesbaden die Tierärztliche Vereinigung für Tierschutz als „Tierschutzverein der Tierärzte mit der Aufgabe, kompetenten, wirksamen und zielgerichteten Tierschutz zu praktizieren“. Hintergrund war die in den Vorjahren wiederholt von Tierschutzorganisationen geäußerte Kritik am mangelnden Engagement der Tierärzteschaft im Bereich des Tierschutzes, die so weit ging, dass Tierärzte nicht nur als gleichgültig, sondern als Gegner des Tierschutzes dargestellt wurden. Mehrere Mitglieder des Präsidiums und der Geschäftsführung des Bundesverbands praktizierender Tierärzte waren maßgeblich an der Gründung der Vereinigung beteiligt, andere tierärztliche Vereinigungen wie die Deutsche Veterinärmedizinische Gesellschaft und die Deutsche Tierärzteschaft standen dem Vorhaben ablehnend gegenüber.
Die erste Veröffentlichung der TVT war eine am 20. September 1986 verabschiedete und an das Bundesministerium für Ernährung und Landwirtschaft gerichtete Stellungnahme des Arbeitskreises „Mindestanforderungen an die Nutztierhaltung“, in der die Zustimmung der Bundesregierung zur EG-Richtlinie über die Batteriehaltung von Legehennen kritisiert wurde. Im Dezember 1986 wurde die Vereinigung von den Bundesländern Bayern, Hessen und Hamburg aufgefordert, Mitglieder für die nach § 15 des Tierschutzgesetzes in den Ländern zu bildenden Sachverständigenkommissionen zu benennen.
Bis zum Jahr 2000 war die Mitgliederzahl auf etwa 800, bis 2023 auf etwa 1300 gestiegen.

## Tätigkeit
Die Vereinigung berät die Öffentlichkeit, Tierärzte, Veterinärbehörden, Tierhalter und Tierschutzorganisationen. Sie fördert Forschungsprojekte auf dem Gebiet des Tierschutzes und nimmt auf Gesetzesvorhaben zu diesem Thema politischen Einfluss. An allen Gesetzgebungsprozessen auf Bundes- und Landesebene, die tierschutzrelevante Aspekte aufweisen, sind Mitglieder der TVT als Sachverständige beteiligt. Darüber hinaus fördert die TVT den Tierschutz durch das Erarbeiten von Gutachten, fachspezifischen Vorträgen und Veröffentlichungen. Da viele der von Mitgliedern der TVT in Teams erarbeiteten Positionen nicht durch die Vereinigung veröffentlicht werden, sondern als Publikationen einzelner Wissenschaftler in der tiermedizinischen Fachliteratur erscheinen, ist der Einfluss der TVT deutlich größer als es aus den Literaturangaben hervorgeht. Mitglieder können nur Tierärzte oder Studierende der Tiermedizin werden. Vorsitzender ist Thomas Blaha, Professor für Epidemiologie an der Tierärztlichen Hochschule Hannover. Sitz der Geschäftsstelle ist Bramsche.
Die Mitglieder des Vereins verpflichten sich in dem 1998 veröffentlichten Codex veterinarius zu einem aktiven Einsatz für den Tierschutz und zur Einhaltung ethischer Leitsätze für tierärztliches Handeln. Dabei werden die Interessen des Menschen nicht grundsätzlich höher als die des Tieres bewertet, es sollen vielmehr die Achtung vor dem Leben und die Nutzung von Tieren gegeneinander abgewogen werden. In Bezug auf jede Nutzung oder Haltung von Tieren wird die Forderung erhoben, dass neben der Freiheit von Schmerzen und Leiden auch der in § 1 des Tierschutzgesetzes geforderte Anspruch der Tiere auf Wohlbefinden gewährleistet wird.
Die TVT stützt sich in ihrer Tätigkeit auf wissenschaftliche Erkenntnisse und versucht eine Versachlichung der Auseinandersetzung zwischen Tierschützern und Lobbyisten zu erreichen. Um beiden Seiten gegenüber glaubwürdig zu bleiben, lehnt die TVT eine finanzielle Unterstützung durch Verbände und Firmen mit tierschutzrelevanten Interessen ab. Von anderen Tierschutzorganisationen grenzt die TVT sich bewusst ab, um zu vermeiden, dass ihre auf tierärztlicher Sachkunde beruhenden Positionen abgeschwächt werden.

## Arbeitskreise
Schon im ersten Jahr ihres Bestehens wurden innerhalb der Vereinigung nach Sachgebieten oder bestimmten Schwerpunkten gegliederte Arbeitskreise gebildet, in denen sachkundige Veterinäre zusammenarbeiteten. Die Anzahl und die Bezeichnung der Arbeitskreise unterlag einem Wandel, ursprünglich wurden fünf Arbeitskreise eingerichtet, heute sind elf Arbeitskreise mit jeweils eigenem Schwerpunkt vorhanden. Die von den Arbeitskreisen behandelten Tierschutzthemen waren im Jahr 2014 Nutztierhaltung, Kleintiere, Betäubung und Schlachtung, Tierversuche, Handel und Transport, Wildtiere und Jagd, Zirkus und Zoo, Zoofachhandel und Heimtierhaltung, Tierschutzethik, Nutzung von Tieren im sozialen Einsatz sowie Pferde.
In den Arbeitskreisen werden Merkblätter für Tierärzte und Tierhalter erarbeitet, in denen wissenschaftliche Erkenntnisse zu tierschutzrelevanten Problemkreisen der entsprechenden Gebiete nach neuesten wissenschaftlichen Erkenntnissen aufgearbeitet werden. Inzwischen sind rund 170 Merkblätter in 13 verschiedenen Kategorien online verfügbar. Obgleich die fachliche Arbeit in den Arbeitskreisen geleistet wird tritt die TVT gegenüber der Öffentlichkeit stets als Einheit auf.